# Pilou (danse)
Pour les articles homonymes, voir Pilou (homonymie).
Le pilou (francisation du terme local pila, « danse »), ou pilou-pilou, est une danse traditionnelle kanak, à l'occasion d'une fête religieuse, sociale et de prestige clanique.
C'est surtout « la cérémonie sociale de propitiation autour de laquelle gravite toute la vie indigène. » (Maurice Leenhardt, 1930, p.143)

## Présentation
Le pilou est une danse traditionnelle kanak attestée depuis 1861. Nocturne à l'origine, elle était chargée de significations symboliques. Toutefois, toutes les danses kanak ne sont pas des "pilou", une danse appelée pilou, c'est une danse qui vient de la Grande-terre uniquement et non des îles loyautés. Les premiers ethnologues et musicologues se sont trompés (amalgames) sur ce point. Par exemple sur Lifou, on appelle les danses "itre fia" ou "itre elo i nôj". Pour dire, que le "Pilou" on le trouve que sur la "grande-terre".
Les pilous marquent les grandes cérémonies, mais aussi des événements plus mineurs : il existe des « pilous de guerre », des « pilous de deuil », ou encore de simples pilous d'adieu lors du départ d'une personne d'importance. Généralement, une tribu invite des tribus amies. La tribu invitante fournit la nourriture, les tribus invitées apportent des présents. 
Le chef de la tribu invitante prononce un discours. Une cérémonie a lieu.
La danse consiste à tourner selon une spirale, hommes et femmes séparés, au son des instruments qui marquent la cadence, tambours en bambou et instruments de percussion en écorce frappés l'un contre l'autre. Les hommes portent leurs armes, alors que les femmes portent des rameaux ou des bâtons.
Les guerriers simulent des combats. 
La dernière partie est une boria, danse totalement différente, mêlant les genres, en une sorte de piétinement lourd et rythmé, « réplique et préfiguration de cette occupation des défunts » (Leenhardt, Do Kamo, 112). La foule gesticule, martèle le sol, pilonne, écrase, en mesure, autour des maîtres de cérémonie. Les danseurs frappent deux battoirs de danse (en écorce) qui marquent le rythme.
Chaque danse invente sa propre chorégraphie.

## Rituels guerriers kanak
Le pilou est plutôt réservé aux cérémonies sociales de propitiation : naissance, mariage, grand deuil, initiation, paix, guerre...
Chaque action guerrière est préparée "par des rituels propitiatoires, la consultation des jaau et des échanges". (Alain Bensa, 2015, p.80). Toute action guerrière réussie est suivie d'un pilou de victoire.